# Brill Building
Il Brill Building è un edificio di New York, negli Stati Uniti d'America, ricordato per essere stato, tra gli anni cinquanta e sessanta, il centro dell'industria musicale americana.

## Storia
Il Brill Building era originariamente conosciuto come Abraham E. Lefcourt Building, e prendeva il nome dal figlio dell'architetto Abraham E. Lefcourt, morto giovanissimo durante la costruzione dell'edificio. Poco prima che l'Alan E. Lefcourt Building venisse terminato, esso venne rinominato Brill Building, un nome ispirato ai fratelli Brill, i proprietari di un negozio di vestiti.
Tra gli anni cinquanta e sessanta, all'interno degli studi musicali del Brill Building, vennero scritte alcune delle pagine più celebri della musica pop americana, e si venne a definire uno stile musicale conosciuto come "Brill Building Sound". Alcuni degli innumerevoli compositori e artisti che vi lavorarono includono Burt Bacharach, Johnny Mercer, Teddy Randazzo, Sherman Edwards, Laura Nyro, Paul Simon, Neil Diamond, Tony Orlando, e Carole King.
Alla fine del 2010, la LPC di New York inserì il Brill Building tra gli edifici di interesse storico.

## Descrizione
Il Brill Building è situato al numero 1619 di Broadway, nella Quarantanovesima strada, a nord di Times Square. La struttura è in stile modernista, ha 11 piani, e occupa un'area di 16.300 metri quadrati. Sopra l'ingresso è presente un busto in bronzo di Alan E. Lefcourt, il figlio di colui che realizzò l'edificio.